# Integrationsgesetz (Deutschland)
Das Integrationsgesetz ist ein deutsches Artikelgesetz. Es wurde am 31. Juli 2016 erlassen und ist eine Reaktion des Gesetzgebers auf die Flüchtlingskrise in Deutschland ab 2015. Das Gesetz trat in seinen wesentlichen Teilen am 6. August 2016 in Kraft. Leitgedanke dieses Gesetzes ist der Grundsatz Fördern und Fordern.

## Gesetzgeberische Entwicklung
Das Bundeskabinett beschloss am 25. Mai 2016 auf einer Kabinettsklausur auf Schloss Meseberg den Entwurf zu einem Integrationsgesetz.
Der Gesetzentwurf der Bundesregierung
wurde am 3. Juni 2016 in erster Lesung
und am 7. Juli 2016 in zweiter und dritter Lesung vom Bundestag beraten und mit den Stimmen der Koalitionsfraktionen angenommen. Die Oppositionsfraktionen Die Linke und Bündnis 90/Die Grünen stimmten dagegen.
Die Oppositionsparteien hatten eigene Anträge zur Integration von Flüchtlingen in den Arbeitsmarkt vorgelegt, die jedoch allesamt mit den Stimmen der Koalitionsfraktionen abgelehnt wurden.
Am 6. August 2016 trat das Gesetz in seinen wesentlichen Teilen in Kraft.
Zugleich mit dem Inkrafttreten des Integrationsgesetzes wurde eine Rechtsverordnung – die Verordnung zum Integrationsgesetz – erlassen, welche Details zu den Integrationskursen und dem Verzicht auf die Vorrangprüfung zur Arbeitsaufnahme zum Inhalt hat.

## Regelungen
Das Gesetz ändert folgende Gesetze:
1. Zweites Buch Sozialgesetzbuch,
2. Drittes Buch Sozialgesetzbuch,
3. Zwölftes Buch Sozialgesetzbuch,
4. Asylbewerberleistungsgesetz,
5. Aufenthaltsgesetz,
6. Asylgesetz und
7. AZR-Gesetz.

Die Änderungen setzen folgende wesentliche Ziele um:
- Für anerkannte Flüchtlinge kann eine Wohnsitzauflage erlassen werden, wie sie einstmals bei Spätaussiedlern zur Anwendung kam.[23]
- Eine dauerhafte Niederlassungserlaubnis wird für anerkannte Flüchtlinge nur erteilt, wenn Integrationsleistungen erbracht wurden.[23]
- Bei Flüchtlingen mit guter Bleibeperspektive verzichtet die Bundesagentur für Arbeit drei Jahre lang in bestimmten Regionen auf die Vorrangprüfung.[23] Dadurch wird auch die Tätigkeit in Leiharbeit ermöglicht.[24]

Weitere Änderungen:
- Es gelten geänderte Regeln für das Erlöschen einer Verpflichtungserklärung.
- Die Orientierungskurse wurden von zuvor 60 auf 100 Unterrichtsstunden aufgestockt und inhaltlich stärker auf die Wertevermittlung ausgerichtet.[25]
- Eine Duldung gilt für die Gesamtdauer einer Ausbildung, sowie bei anschließender ausbildungsadäquater Beschäftigung für zwei weitere Jahre („3+2-Regel“). Der Zugang zu Förderleistungen der Berufsausbildung wurde für bestimmte Zielgruppen verbessert. Unternehmen und Betriebe sind verpflichtet, Ausbildungsabbrüche bei den Ausländerbehörden zu melden; bei einem Ausbildungsabbruch wird die Duldung für die Suche eines neuen Ausbildungsplatzes um sechs Monate verlängert. Auch für die Arbeitsplatzsuche wird eine Duldung von sechs Monaten ausgesprochen.[24]

## Landesgesetze
Die Bundesländer haben das Recht, eigene Integrationsgesetze zu erlassen (vgl. Art. 70 ff GG). Im Zweifel gilt jedoch immer das Bundesgesetz (vgl. Art. 31 GG).
Folgende vier Bundesländer haben eigene Integrationsgesetze erlassen:
- Bayern (BayIntG)[29]
- Baden-Württemberg (PartIntG)[30]
- Berlin (PartIntG)[31]
- Nordrhein-Westfalen (Teilhabe- und Integrationsgesetz)[32]